# Eremias fahimii
Eremias fahimii — вид ящірок роду ящурка (Eremias) родини ящіркових (Lacertidae). Описаний у 2020 році.

## Поширення
Ендемік Ірану. Виявлений на північному сході провінції Марказі та на заході провінції Тегеран.

## Спосіб життя
Населяє кам'янисті пустелі.